# Phaedon
Phaedon es un género de escarabajos de la familia Chrysomelidae. El género fue descrito inicialmente en 1829 por Latreille. Se encuentra en Eurasia, donde ha sido utilizada como control de malezas. Esta es la lista de especies que corresponde a este género:
- Phaedon alpina Ge, Wang & Yang, 2002
- Phaedon apterus Chen, 1984
- Phaedon armoraciae Linnaeus, 1758
- Phaedon balangshanensis Ge, Wang & Yang, 2002
- Phaedon besucheti Daccordi, 1984
- Phaedon cheni Daccordi, 1979
- Phaedon chujoi Daccordi, 1979
- Phaedon cochleariae Fabricius, 1792
- Phaedon concinnus Stephens, 1831
- Phaedon cupreum Wang, 1992
- Phaedon desotonis Balsbaugh, 1983
- Phaedon flavotibialis Lopatin, 2005
- Phaedon fulgida Ge & Wang in Ge, Yang & Cui, 2003
- Phaedon gressitti Daccordi, 1979
- Phaedon kabakovi Lopatin, 1998
- Phaedon kimotoi Daccordi, 1979
- Phaedon laevigatus Duftschmid, 1825
- Phaedon lesngei Daccordi, 1984
- Phaedon limbatus Lopatin, 2002
- Phaedon magnificus Lopatin in Lopatin & Kulenova, 1985
- Phaedon menthae Wollaston, 1864
- Phaedon poneli (Bergeal, 2001)
- Phaedon potentillae (Wang, 1992)
- Phaedon pseudopyritosus (Codina Padilla, 1963)
- Phaedon pyritosus Rossi, 1792
- Phaedon salicinus Heer, 1845
- Phaedon sichuanicus (Lopatin, 2006)
- Phaedon thompsoni Daccordi, 1978
- Phaedon tumidulus Germar, 1824
- Phaedon wittmeri Daccordi, 1979
- Phaedon wumingshanensis Ge, Wang & Yang, 2002